# Phodopus roborovskii
Chuột Hamster Roborovski hay chuột Roborovski hay còn gọi là Hamster robo (Danh pháp khoa học: Phodopus roborovskii) là một loài động vật có vú trong họ Cricetidae, bộ Gặm nhấm. Loài này được Satunin mô tả năm 1903 Loài này có chiều dài trung bình dưới 2 cm khi sinh, và 4,5–5 cm với cân nặng 20-25 g khi trưởng thành.
Chúng được nuôi làm thú cưng. Loài này ở Việt Nam thường được gọi là chuột cảnh hamster. Loài này được bán rộng rãi ở các cửa hàng chuột cảnh hoặc tiệm thú cảnh và nhiều nơi khác (có bao gồm trên mạng). Chúng khá hiền lành, thân thiên với con người. Chúng cũng giống như các loại chuột Hams khác: ăn hạt cứng để mài răng như hạt hướng dương, lúa mì, lứt,... nơi ở của chúng có thể là trong các lồng sắt, thủy tinh có đồ lót mỏng (mùn cưa), có thể có cầu trượt, lâu đài, vòng chạy,... nếu có điều kiện

## Hình

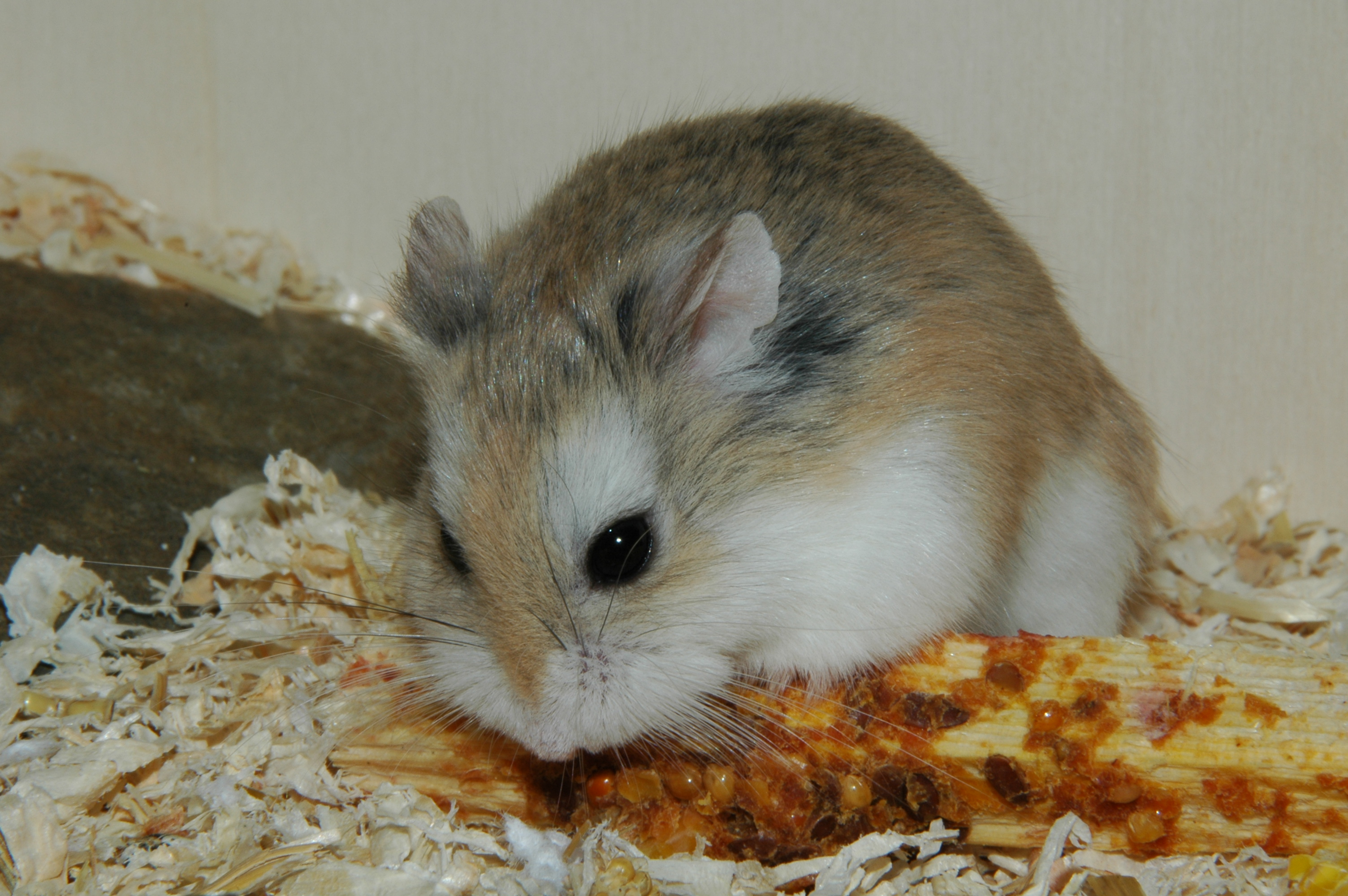
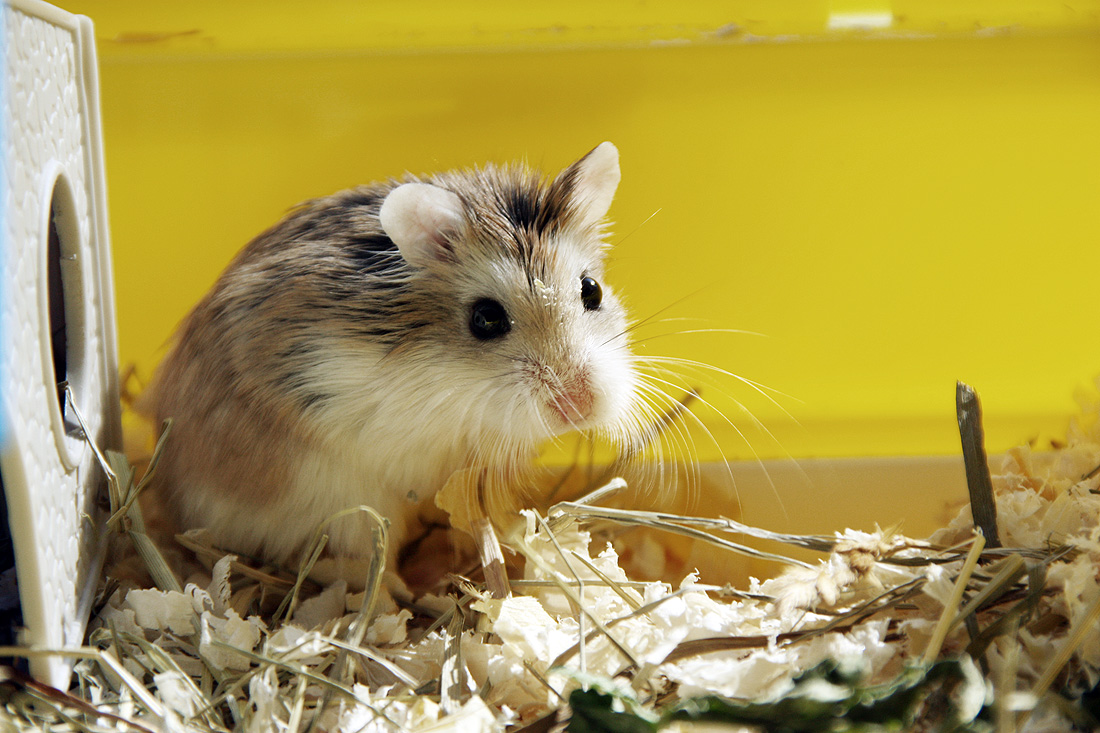
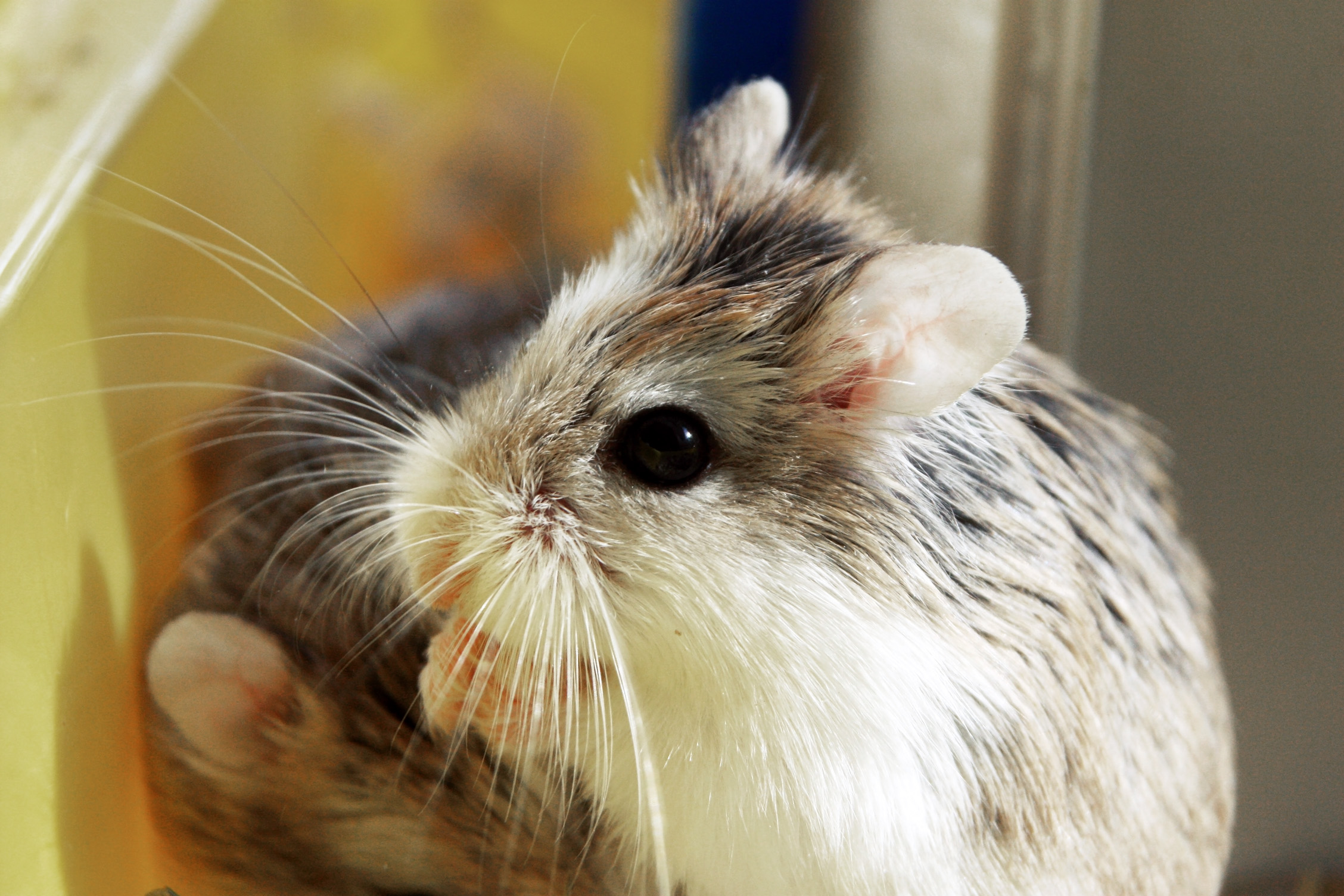
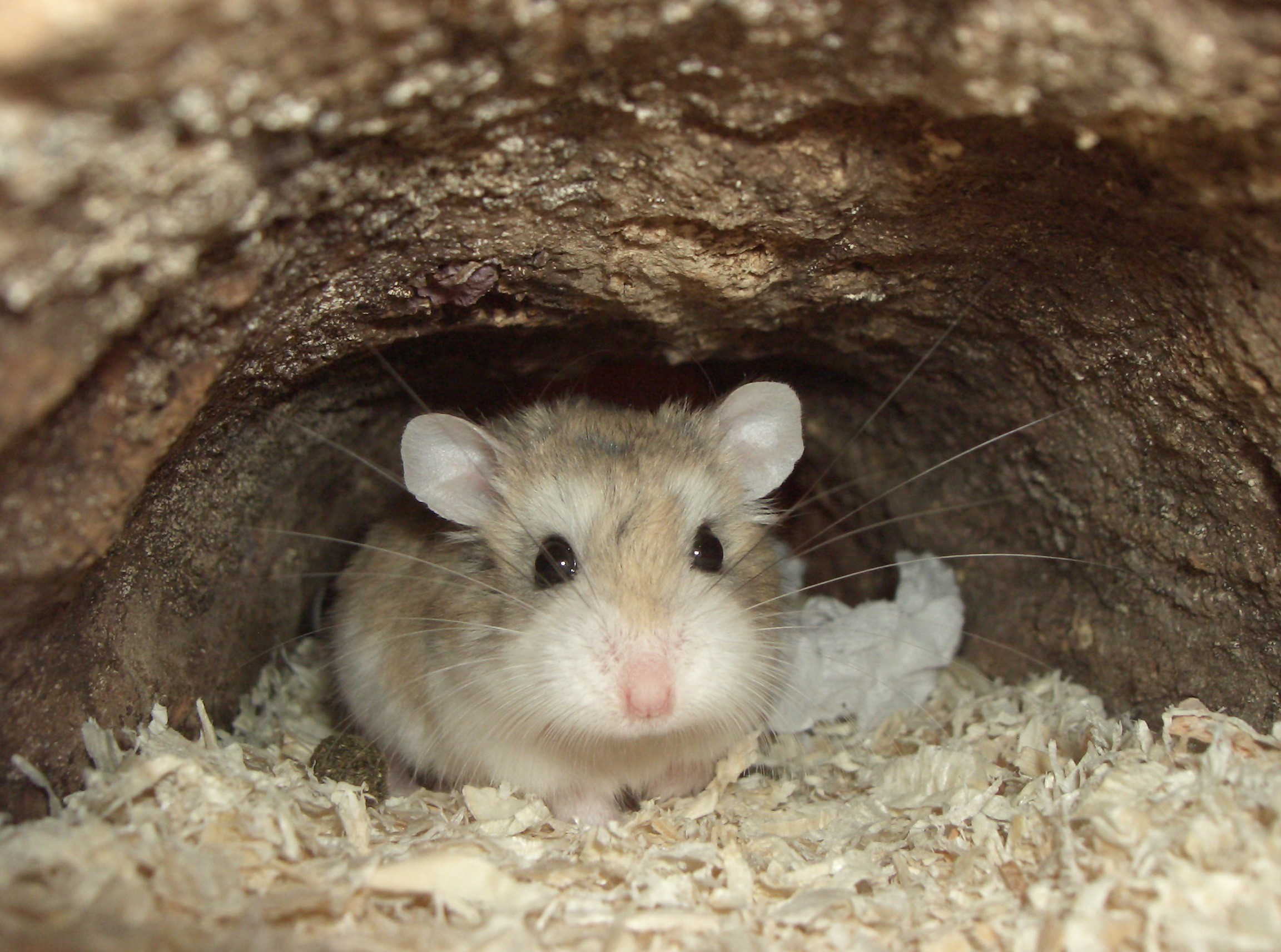